# Gare de Potsdam-Babelsberg
La gare de Potsdam-Babelsberg est une gare ferroviaire allemande de la ligne du Wannsee. Elle est située à Babelsberg, un quartier de la ville de Potsdam, capitale du land de Brandebourg.
Gare voyageurs, elle est desservie par les trains de la ligne 7 du réseau S-Bahn de Berlin.

## Situation ferroviaire
Établie à 38 mètres d'altitude, la gare de Potsdam-Babelsberg est située au point kilométrique (PK) 31,2 de la ligne du Wannsee établie en parallèle avec la ligne de Berlin à Magdebourg (Stammbahn), entre la gare de Griebnitzsee à l'est et la gare centrale de Potsdam à l'ouest.

## Histoire
Une première halte à Babelsberg est créée en 1862 sous le nom de Neuendorf (d'après un village voisin), constituant un arrêt spécial pour les trains de la cour du roi de Prusse sur la ligne de Berlin à Magdebourg, situé près du château de Babelsberg. Elle se trouvait à l'ouest de la gare d'aujourd'hui. À partir de 1866-1868, la voie principale est équipée d'une voie latérale, puis d'une seconde voie latérale.
À partir de 1888, les voies de la ligne du Wannsee sont prolongées de la station de Neubabelsberg (la gare de Griebnitzsee d'aujourd'hui) à la gare de Potsdam, de sorte que cette section depuis lors comporte quatre voies. L'ancien arrêt est fermé et une nouvelle gare pour le train de banlieue ouvre sur les voies de la ligne du Wannsee. À partir du 1er mai 1890, elle prend le double nom Neuendorf-Nowawes, renommé le 1er mars 1908 en Nowawes (traduction en tchèque de Neuendorf) après la constitution de la municipalité éponyme. De 1911 à 1914, on élève la voie par rapport au plan routier, en même temps qu'on construit de la gare actuelle.
À partir du 11 juin 1928, la gare est desservie par les trains électriques des chemins de fer venant de la Stadtbahn, de la Ringbahn et des lignes périphériques de Berlin, qui circulent à partir de septembre sous le nom de S-Bahn. Les trains opèrent principalement sur les voies de banlieue de la ligne de Berlin à Blankenheim en direction de la Stadtbahn de Berlin au lieu de la ligne du Wannsee. Depuis le 1er avril 1938, la station s'appelle Babelsberg, l'année suivante la commune intègre Potsdam et en devient un quartier.
Après la division de l'Allemagne, l'introduction de contrôles aux frontières dans le trafic interzonal (de) vers Berlin-Ouest, en février 1951, conduit à la fermeture de la gare pendant plusieurs jours.
Avec la construction du mur de Berlin le 13 août 1961, la liaison ferroviaire entre Potsdam et Berlin-Ouest est interrompue. Jusqu'au 9 octobre, un trafic S-Bahn entre Potsdam, Babelsberg et Griebnitzsee est maintenu puis remplacé par des trains diesel. À cette fin, une liaison entre les voies de banlieue et de longue distance est établie. Les trains circulent depuis Griebnitzsee en passant par Babelsberg, la ville de Potsdam, Potsdam Ouest (aujourd'hui : Potsdam-Charlottenhof (de)) jusqu'à Potsdam Hauptbahnhof (aujourd'hui Potsdam-Pirschheide (de)). Le 29 octobre de la même année, la gare de Griebnitzsee est transformée en une gare de contrôle pure et le wagon diesel est replié à Babelsberg.
Après l'ouverture de la frontière en 1989, le 22 janvier 1990, les trains diesel reliant Babelsberg à Griebnitzsee et Berlin-Wannsee forment une liaison. Quatre ans plus tard, la rénovation historique de la gare a lieu.
En 2016, la plate-forme et les systèmes de voie et d'aiguillage font l'objet de rénovations majeures. En outre, le mur de soutènement datant d'environ 100 ans et répertorié juste avant la gare est rénové et renforcé par douze bandes de pilastres, chacune avec trois ancres en acier.

## Service des voyageurs

### Accueil
Station de la S-Bahn de Berlin, elle dispose de deux automates pour l'achat de titres de transport, de deux validateurs, d'une colonne d'informations. Elle est équipée d'ascenseurs pour l'accès au quai central.

### Desserte
Potsdam-Babelsberg est desservie par des trains de la ligne 7 du S-Bahn de Berlin.

Quai central avant la rénovation de 2016
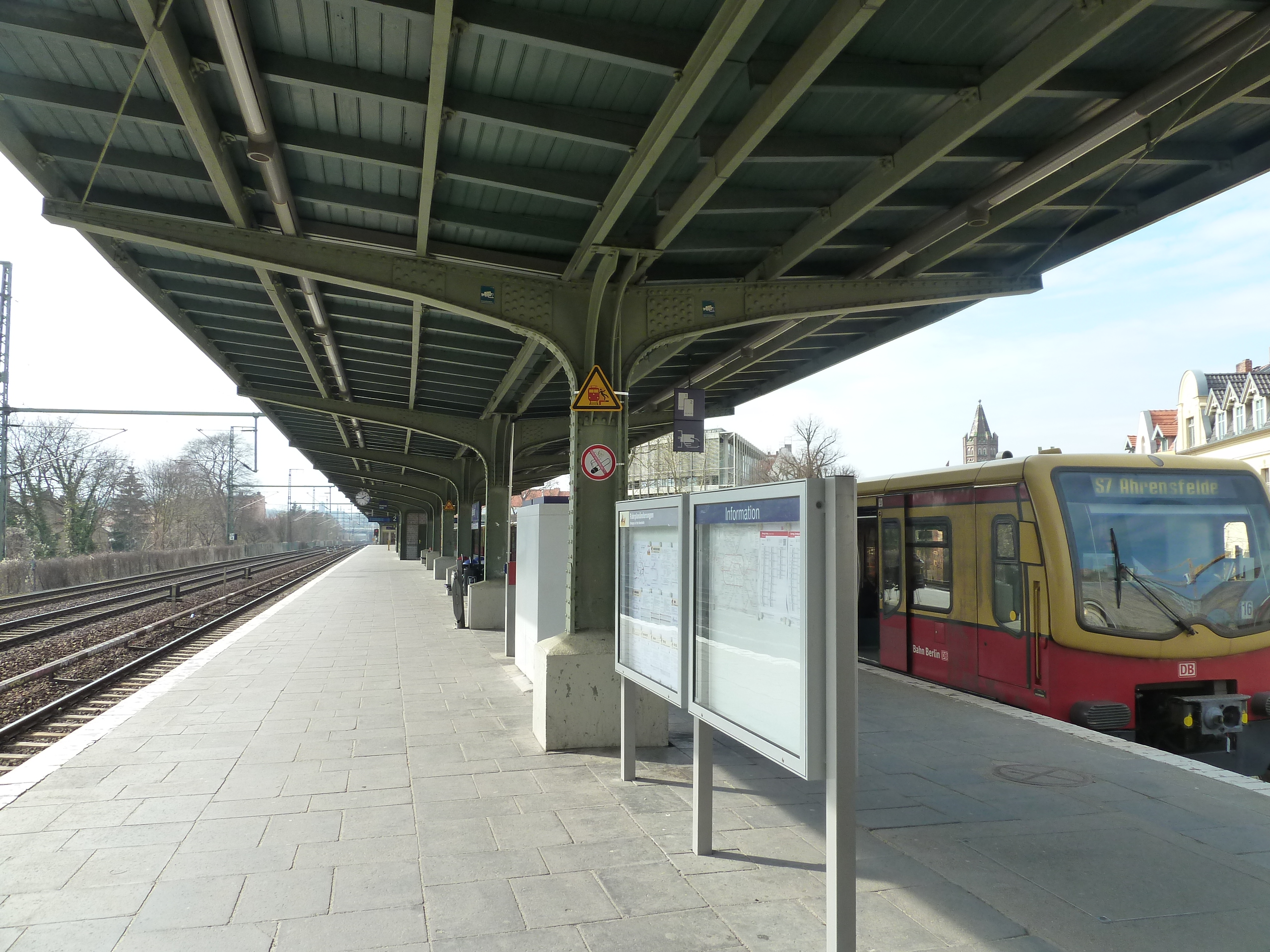
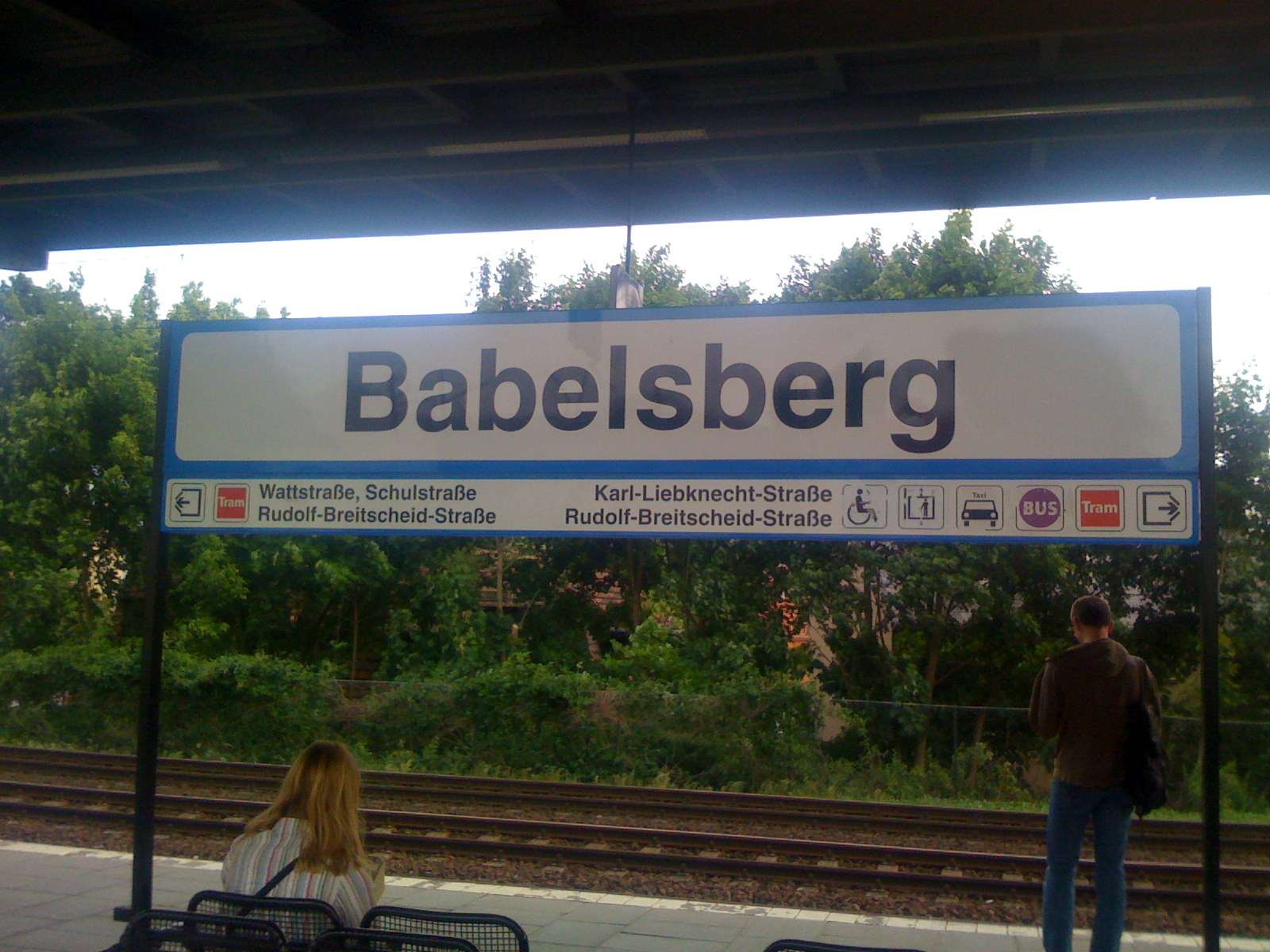
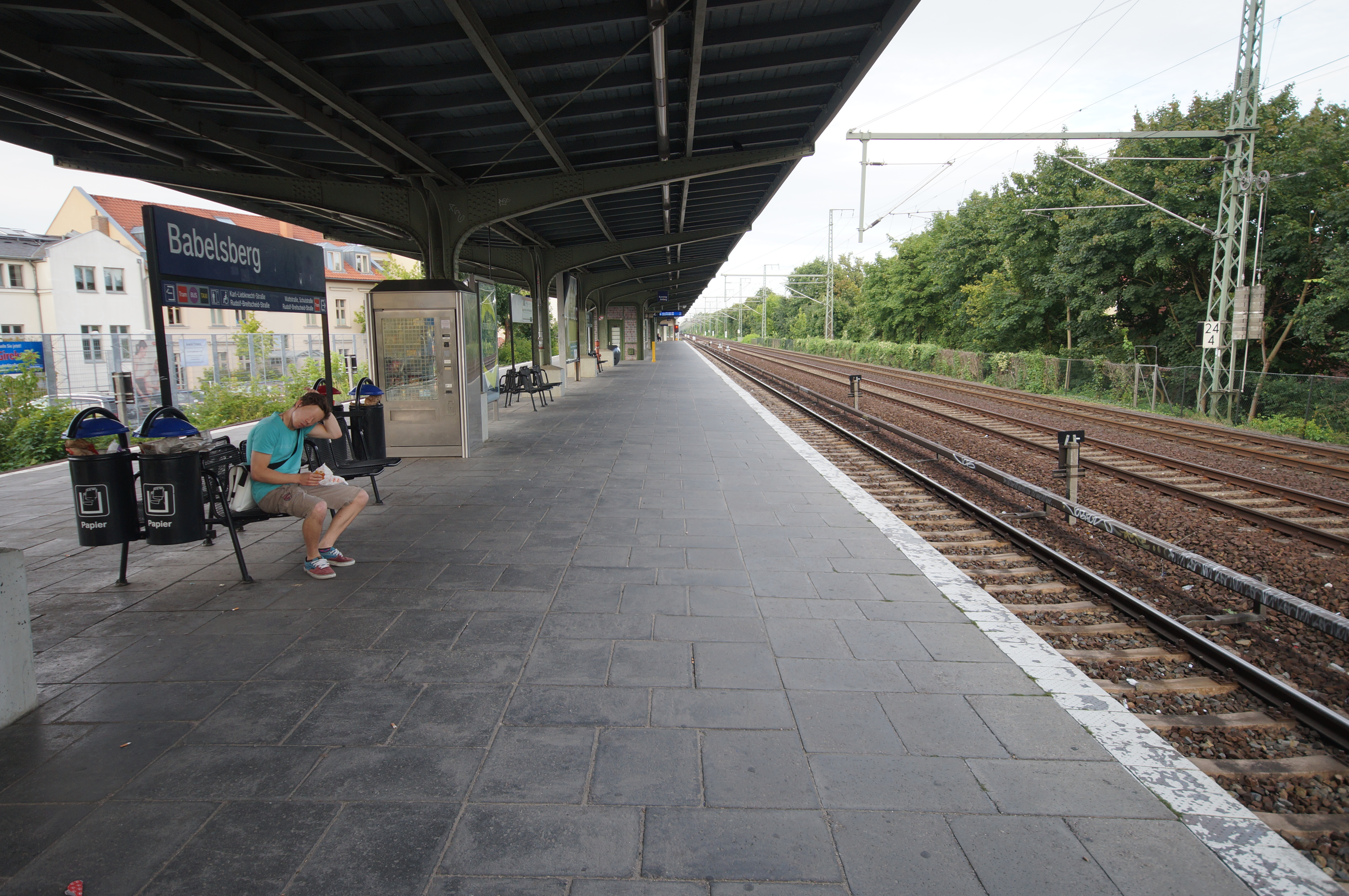

### Intermodalité
Elle est équipée d'un parc pour les vélos, elle est proche d'arrêts des lignes de bus et du tramway de Potsdam.